# 三岐鉄道ED45形電気機関車

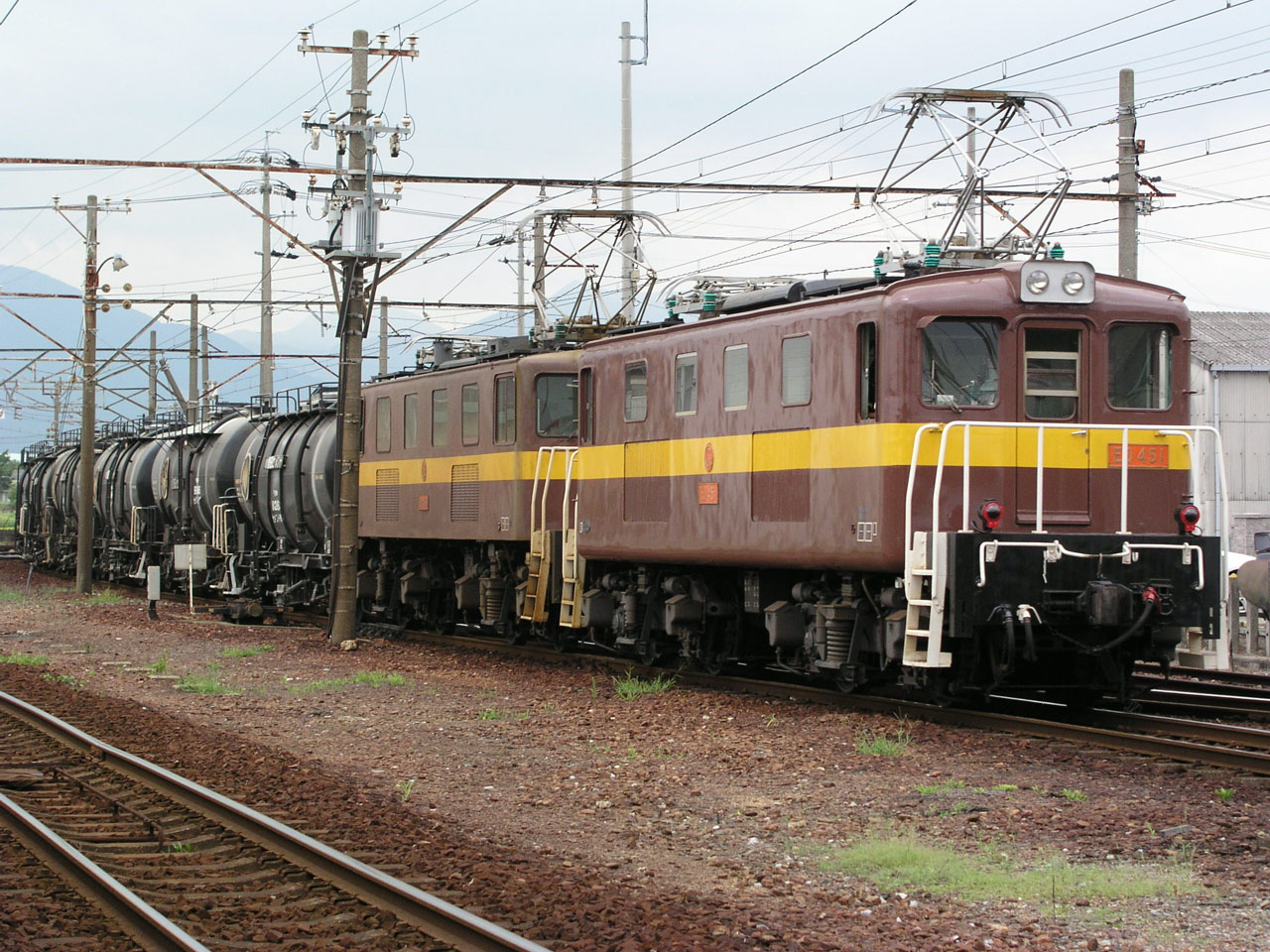
ED45形機関車重連による貨物列車。先頭ED451、次位ED456。 （2006年8月、保々駅）

三岐鉄道ED45形電気機関車（さんぎてつどうED45がたでんききかんしゃ）は、三岐鉄道が所有する直流用電気機関車である。ED451 - ED459の9両が在籍する。

## 概要
三岐鉄道特有の右運転台で、列車無線、2灯式シールドビームの他、ATSが装備されている。重連総括制御装置が取り付けられていて、重連で三岐線東藤原駅 - 富田駅間のセメント輸送用貨物列車を牽引している。
通常は重連で運行されるが、入換用のED301形が検査等で使用できない場合には、単独で太平洋セメント藤原工場内の入換作業を代行する。

### ED451 - ED453
三岐線の電化に伴い、三岐鉄道が発注。1953年（昭和28年）に東洋電機製造と東洋工機が製造。車体は相鉄ED10形電気機関車と同じ丸みのあるデッキ付箱型であるが、製造年によって側面通風口や前面・側面窓の大きさに違いがあるなど外見に若干の差が見られる。車体の裾が丸みを帯びていること、側面の窓は前後が縦長でそれ以外は横長になっている点が特徴である。

### ED454・ED455
有峰ダム建設にあたる小野田セメントの製品輸送用に製造され、1957年（昭和32年）にデキ19040形（19041・19042）として富山地方鉄道に入線。
三岐鉄道への移籍を前提にED451 - ED453と基本的には同仕様となっており、工事の完了した1960年に三岐鉄道に異動。その後も国鉄から貸し出されたED38形とともに黒部ダムの建設にあたって資材輸送を担った。当初はデキ450tの表示がなされていたが、正式な型番はあくまでも「ED45」であった。

### ED456・ED457
ED456は1962年に、ED457は1970年に増備されたもの。ED457の車体は西武所沢車両工場が製造した。

### ED458
1950年に東芝で製造された東武鉄道ED5000形（ED5001）を1978年に三岐鉄道が譲受したもの。右運転台化や重連総括制御装置の取付等を行い、長らくそのままの番号で運用されたが、1993年の改造によりED458へ改番された。

### ED459
1963年に東芝で製造された東武ED5060形（ED5070）を1991年に三岐鉄道が譲受したもの。貨物需要が伸び悩んだことで改造は一時中断したが、2000年中部国際空港の埋立用土砂運搬に際して改造が再開され、右運転台化や重連総括制御装置の取付、貫通路等の改造を行い、ED459となった。
またED5070と同時に同形のED5069も譲り受けていたが、中断した際に必要部品を残し、解体されている。

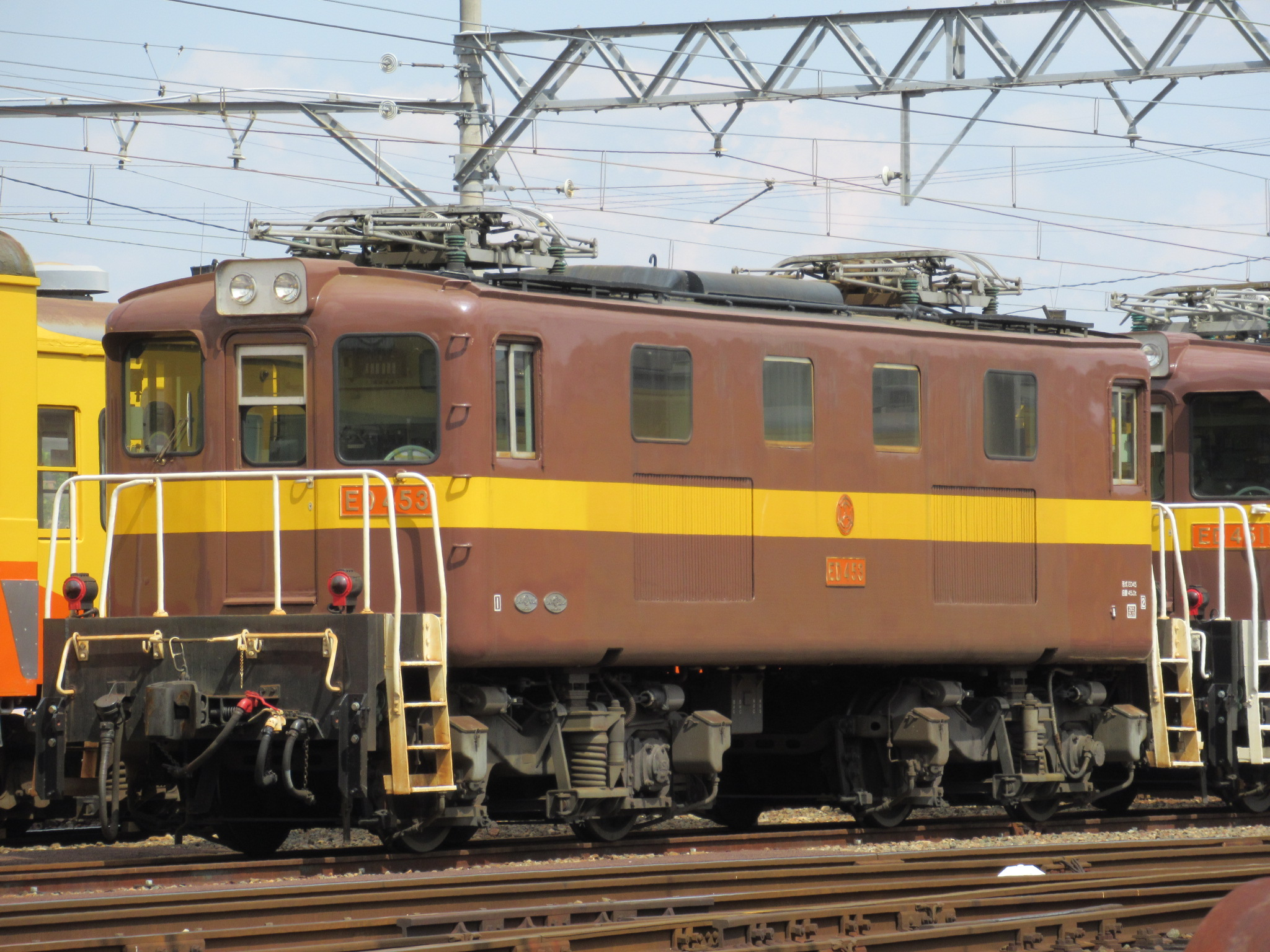
ED453 保々駅
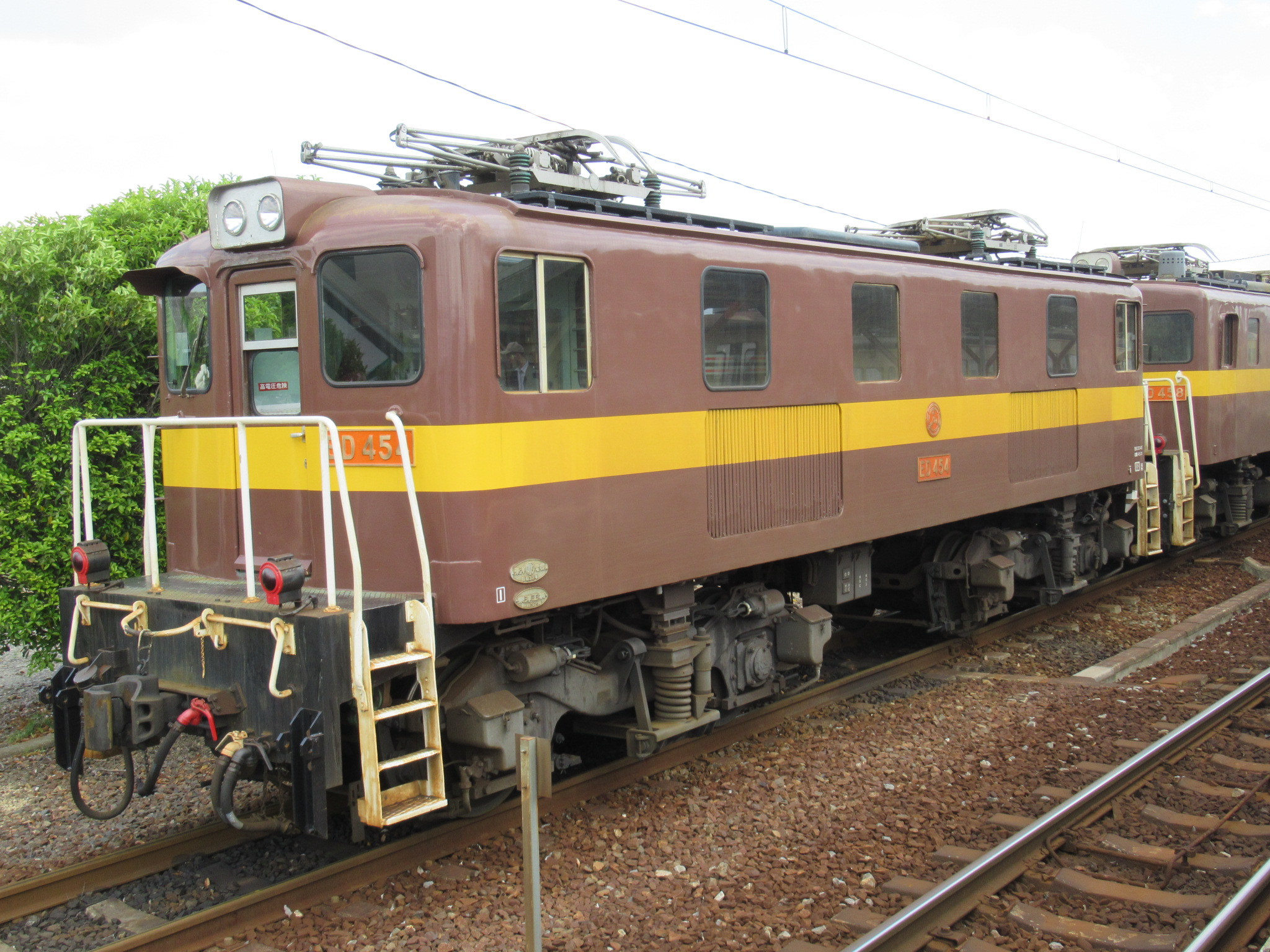
ED454 保々駅
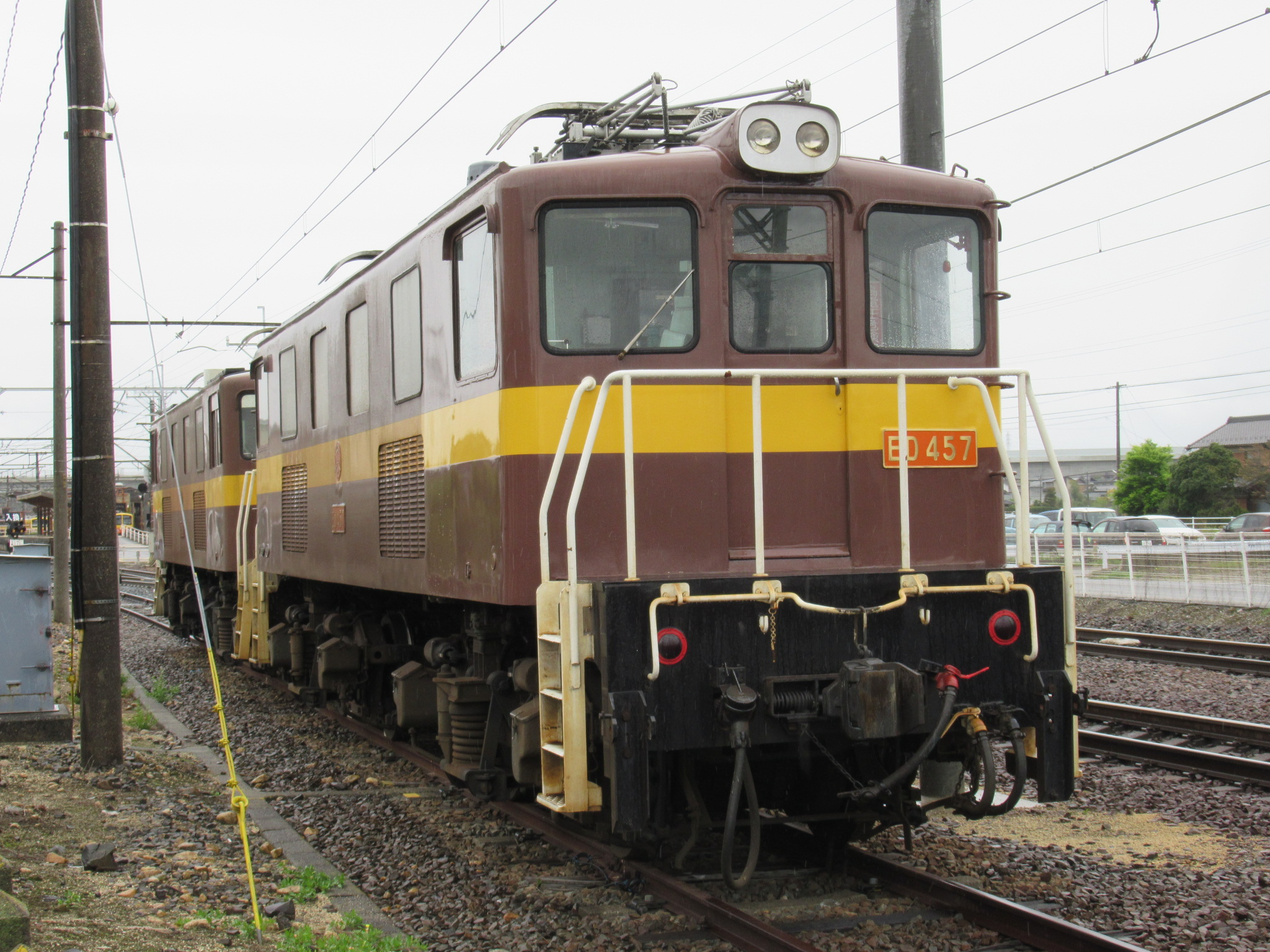
ED457 保々駅
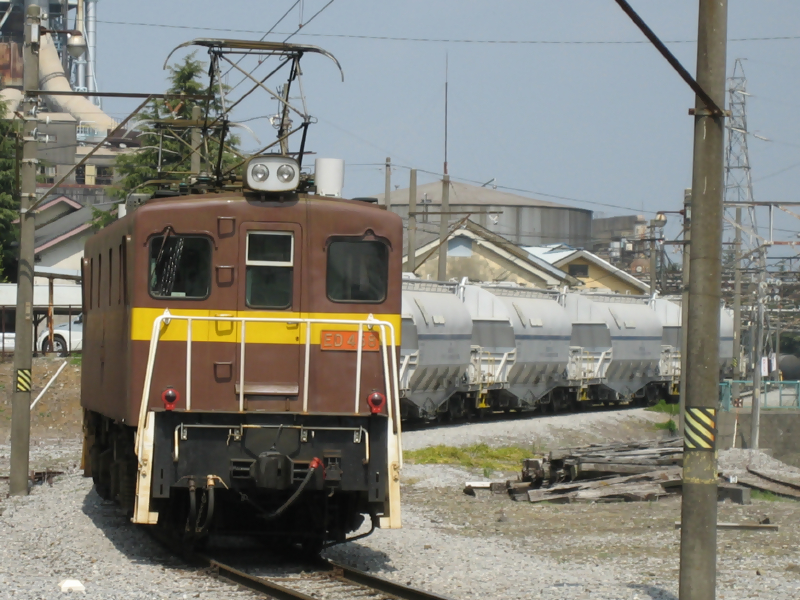
ED458 東藤原駅

## 主要諸元
ED451 - 453の諸元を示す。
- 全長：12,800 mm
- 全幅：2,640 mm
- 全高：3,985 mm
- 運転整備重量：45.1 t
- 電源方式：直流1,500 V（架空電車線方式）
- 軸配置：B-B
- 台車形式：DTH57
- 主電動機：MT40B（142 kW）×4基  
  - 歯車比：16:73＝1:4.56
  - 1時間定格出力：568 kW
  - 1時間定格引張力：5,440 kgf
  - 1時間定格速度：35.0 km/h
- 動力伝達方式：歯車1段減速、吊り掛け駆動方式
- 制御方式：重連総括制御、抵抗制御、2段組み合わせ制御
- 制御装置：電磁空気単位スイッチ式
- ブレーキ方式：EL14A空気ブレーキ、発電ブレーキ（使用停止中）、手ブレーキ